# Navajo Generating Station

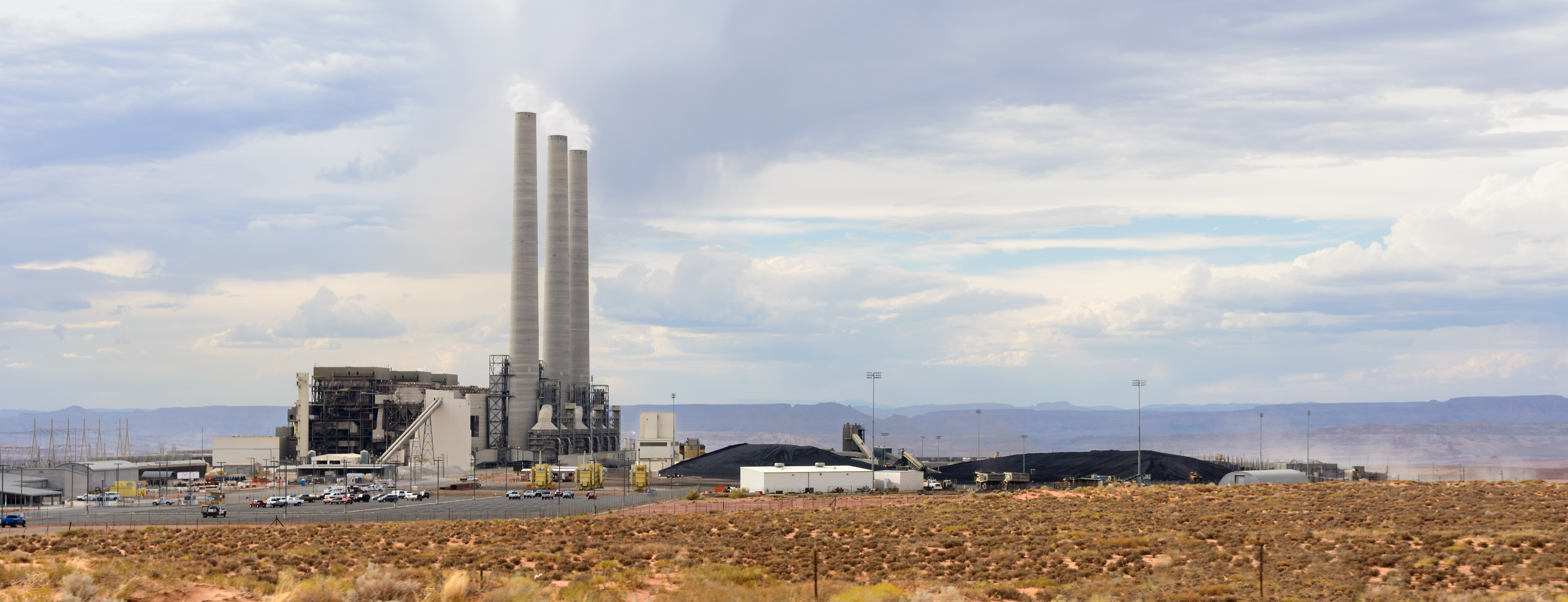
Navajo Generating Station. Její komíny patří mezi nejvyšší stavby v Arizoně.

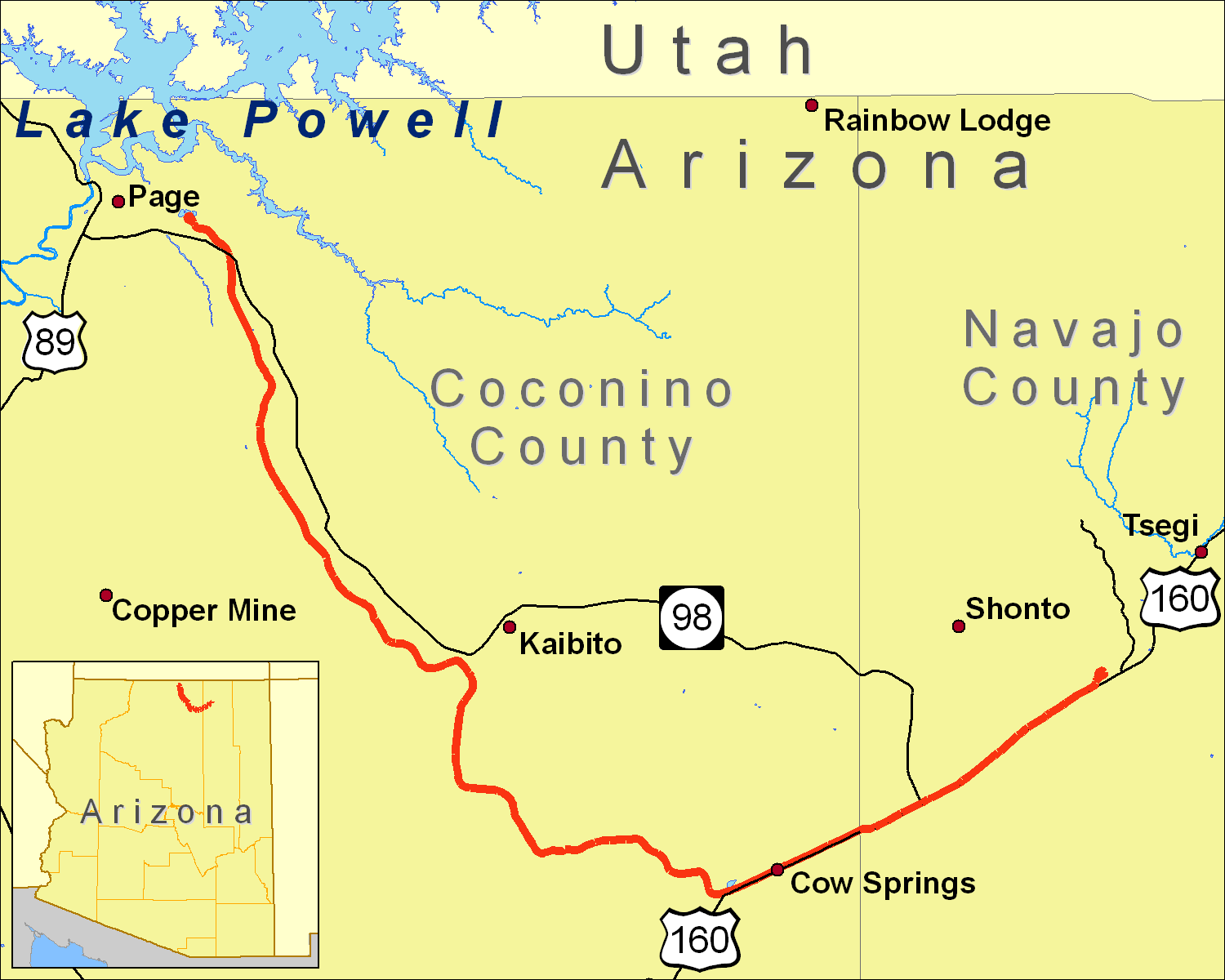
Železniční trať Black Mesa and Lake Powell zásobující elektrárnu uhlím.

Navajo Generating Station je uhelná elektrárna nacházející se poblíž Page v Arizoně. Elektrárna má tři bloky, každý s instalovaným výkonem 750 MW, její celkový instalovaný výkon je tudíž 2250 MW. Její tři komíny jsou vysoké 236 metrů a patří mezi nejvyšší stavby v Arizoně. Navajo Generating Station zásobuje elektřinou odběratele v Arizoně, Kalifornii a Nevadě. Elektrárna byla vybudována v 70. letech a elektřinu začala vyrábět v roce 1974. Náklady na její výstavbu dosáhly 650 milionů USD a dalších 420 milionů si vyžádaly environmentální úpravy.
Elektrárna ročně vyprodukuje 19,9 milionů tun CO2. V roce 2004 byla Navajo Generating Station mezi americkými elektrárnami pátým největším producentem CO2 a devátým největším producentem oxidů dusíku.
Elektrárna je prostřednictvím železniční trati Black Mesa and Lake Powell zásobována uhlím z dolu poblíž města Kayenta v Arizoně. Elektrárna ročně spotřebuje asi osm milionů tun uhlí, tj. pětadvacet tisíc tun uhlí denně. Za účelem chlazení spotřebuje Navajo Generating Station ročně asi třicet bilionů litrů vody z nedalekého Lake Powell.
Elektrárna byla v listopadu 2019 odstavena, protože přestala být ekonomicky efektivní. Navajo Nation tak přišlo o významnou část příjmů, do budoucna proto zvažuje výstavbu přečerpávací elektrárny, která by využila stávající infrastrukturu (vedení...).